# فرقاطة يو إس إس ستارك

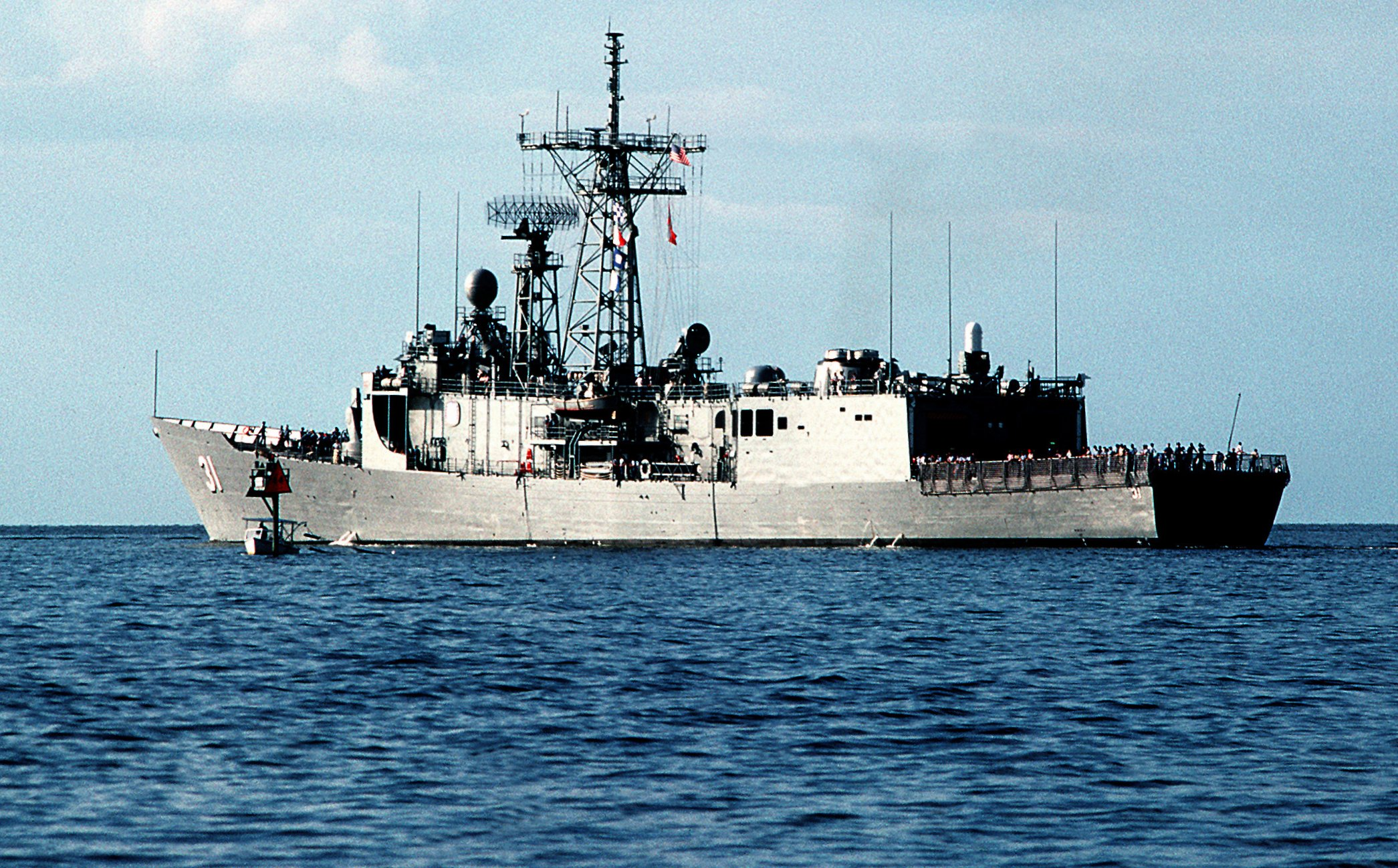
الفرقاطة ستارك

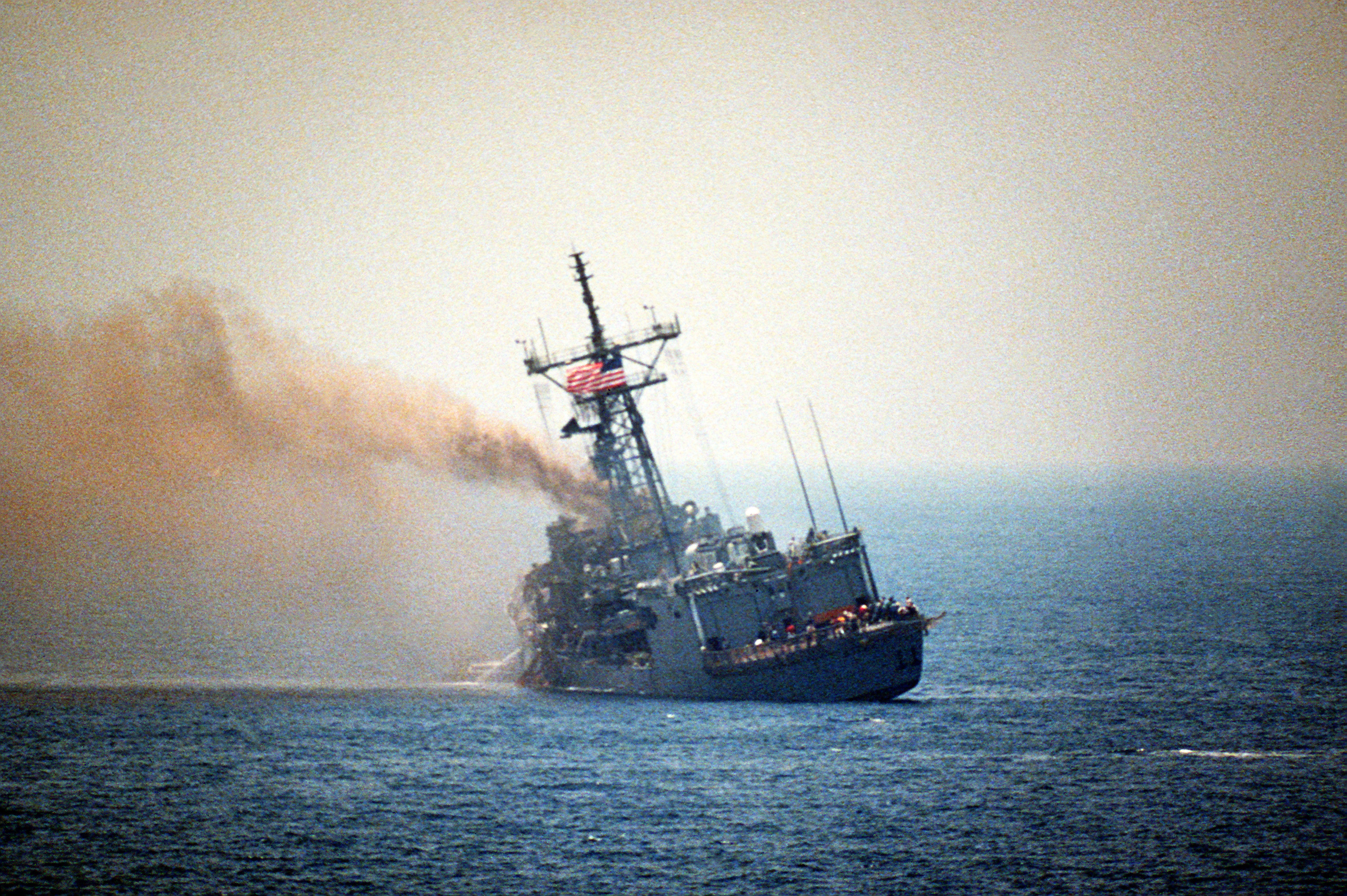
بعد إصابتها بالصاروخ

يو إس إٍس ستارك (بالإنجليزية: USS Stark) فرقاطة أمريكية يبلغ طولها 138 متر وحجم إزاحتها 4,100 طن وهي مسلحة بصواريخ هاربون سطح-سطح ضد السفن وانابيب طوربيد ومدفع رئيسي عيار 76 مم ويتكون طاقمها من 230 فرد.
ضربت الفرقاطة خلال الحرب العراقية الإيرانية بصاروخين بالخطأ من طائرة ميراج إف1 عراقية في الخليج العربي وقتل من طاقمها 37 فرداً وجرح 21.بالإضافة إلى ان هيئة الاركان الأمريكية طالبت من القوات الجوية العراقية مقابلة مع الطيار ليبين كيف استطاع توجيه ضربة مدمرة إلى الفرقاط المدرعة لكن الحكومة العراقية رفضت انذاك واكتفت بتعويض 250مليون دولار
إصلحت السفينة في أمريكيا وبقيت في خدمة القوات البحرية الأمريكية حتى عام 2006 حيث خرجت من الخدمة.